# Stagonospora arrhenatheri
Stagonospora arrhenatheri är en svampart som beskrevs av A.L. Sm. 1916. Stagonospora arrhenatheri ingår i släktet Stagonospora och familjen Phaeosphaeriaceae.   Inga underarter finns listade i Catalogue of Life.